# Maribavir
Maribavir, vendido sob a marca Livtencity, é um medicamento antiviral usado para tratar citomegalovírus (CMV) pós-transplante. Especificamente, é usado nos casos em que ganciclovir, valganciclovir, cidofovir e foscarnet não são eficazes. É tomado por via oral.
Os efeitos secundários comuns incluem alteração do paladar, náuseas, diarreia, vómito e fadiga. A segurança na gravidez não é clara. É um inibidor da quinase pUL97 do citomegalovírus, bloqueando assim a replicação do vírus.